# درگیری گروهی
تظاد گروهی (انگلیسی: Group conflict)، یا درگیری گروهی یا خصومت بین گروه‌های مختلف، ویژگی مشترک همه اشکال سازمان‌های اجتماعی انسانی (مانند تیم‌های ورزشی، گروه‌های قومی، ملت‌ها، ادیان، باندها) است. و همچنین در حیوانات اجتماعی رخ می‌دهد. اگرچه تعارض گروهی یکی از پیچیده‌ترین پدیده‌هایی است که توسط دانشمندان علوم اجتماعی مورد مطالعه قرار گرفته است، تاریخ نژاد بشر شاهد یک سری درگیری‌های گروهی است که در طول سال‌ها شهرت یافته‌اند. به عنوان مثال، از سال ۱۸۲۰ تا ۱۹۴۵، تخمین زده شده است که حداقل ۵۹ میلیون نفر در جریان درگیری‌های بین گروه‌های مختلف کشته شده‌اند.